# Hasan Alijev
Hasan Alijev (* 14. listopadu 1989 Gazach) je ázerbájdžánský zápasník – klasik.

## Sportovní kariéra
Zápasení se věnoval od 8 let v rodném Gazachu. Ve 12 letech ho trenér Tariel Nasibov poslal na internantní školu do Baku, kde se specializoval na řecko-římský (klasický) styl. V ázerbájdžánské mužské reprezentaci se pohyboval od roku 2010 ve váze do 60 kg. Impozantní vstup mezi dospělé však záhy vystřídal problém se sházováním kil. V roce 2012 se připravil naposledy ve váze do 60 kg na turnaj olympijských her v Londýně. Postoupil do semifinále, kde ve vyrovnaném souboji prohrál s Gruzínem Revazem Lašchim 1:2 na sety a v boji o třetí místo podlehl Zauru Kuramagomedovi z Ruska. Obsadil dělené 5. místo.
Od roku 2013 startoval pravidelně ve vyšší váze do 66 kg, kde však neplnil očekávání trenéru. V olympijském roce 2016 startoval v neolympijské váze do 71 kg a své místo ve váze do 66 kg přepustil Rasulu Čunajevovi.

## Výsledky
| Olympijské hry     |    |     | —  |    |    |     | 5. |    |    |     |    |     |  |  |  |  |  |  |  |  |  |  |  |  |
| Mistrovství světa  | —  | —   |    | —  | 1. | úč. |    | 5. | 5. | úč. | 3. | úč. |  |  |  |  |  |  |  |  |  |  |  |  |
| Evropské hry       |    |     |    |    |    |     |    |    |    | 3.  |    |     |  |  |  |  |  |  |  |  |  |  |  |  |
| Mistrovství Evropy | —  | —   | —  | —  | 1. | 3.  | —  | 3. | 2. | 3.  | 3. | úč. |  |  |  |  |  |  |  |  |  |  |  |  |
| MS juniorů         | —  | úč. |    | 1. |    |     |    |    |    |     |    |     |  |  |  |  |  |  |  |  |  |  |  |  |
| ME juniorů         | —  | úč. | 1. | 1. |    |     |    |    |    |     |    |     |  |  |  |  |  |  |  |  |  |  |  |  |
| ME dorostenců      | 2. |     |    |    |    |     |    |    |    |     |    |     |  |  |  |  |  |  |  |  |  |  |  |  |